# Camille Janssen

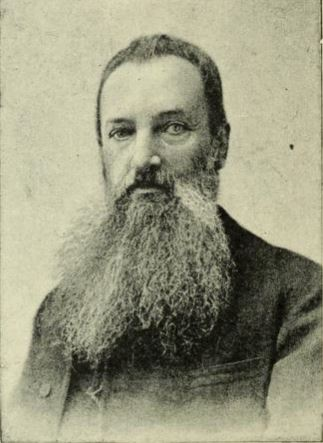
Camille Janssen, Generalgouverneur des Kongo-Freistaates, Aufnahme vor 1906.

Camille Janssen (* 5. Dezember 1837 in Lüttich, Belgien; † 10. April 1926 in Brüssel, Belgien) war ein belgischer Jurist, Diplomat und Kolonialadministrator, der Ende der 1880er Jahre für den belgischen König Leopold II. im Kongo-Freistaat eingesetzt war. Er amtierte dort von 1886 bis 1892 als Vize- bzw. Generalgouverneur.

## Biografie

### Ausbildung und frühe Jahre
Janssen war der Sohn von Pierre Janssen, einem Professor niederländischer Herkunft am Kolleg Lüttich, und von Rosalie Verdbois. Am 19. Juni 1875 heiratete er in Lüttich Maria Clémentine Smeets, die ihm mehrere Kinder schenkte, darunter Georges Janssen, den späteren Direktor der Belgischen Nationalbank.
Janssen studierte Rechtswissenschaften an der Universität Lüttich. Nach seiner Promotion begann er eine Karriere als Anwalt bei der Anwaltskammer Lüttich, die er für den Justizdienst aufgab. 1867 wurde er zum stellvertretenden Staatsanwalt in Hasselt ernannt.
Anschließend wechselte Janssen in den diplomatischen Dienst und bewarb er sich um die Stelle eines Generalkonsuls am belgischen Konsulargericht in Konstantinopel. Danach wurde er von der belgischen Regierung zum Präsidenten des in Alexandria gegründeten Internationalen Tribunals ernannt und blieb dort von 1875 bis 1878. Seine Karriere als belgischer Konsul führte ihn anschließend nach Chile, Sofia und Quebec.

### Dienst im Kongo
Am 30. Juli 1886 wurde Camille Janssen von König Leopold II. zum Generalverwalter des Freistaats Kongo ernannt. Er trat die Nachfolge von Francis de Winton an, der vorher Generalverwalter der Association internationale du Congo (A.I.C.) gewesen war. Janssen oblag in seiner Dienststellung nach dem Abschluss der Berliner Kongokonferenz die Aufgabe, einen souveränen Staat mit all seinen institutionellen Komponenten zu errichten. Nach seinem Amtsantritt errichtete er eine koloniale Justizstruktur nach belgischem Vorbild. Unterstützt wurde er bei dieser Aufgabe von Adolphe de Cuvelier, einem Anwalt aus Brüssel, der der erste Richter des unabhängigen Staates Kongo und dessen erster Justizdirektor wurde. Es regelte außerdem Handelsangelegenheiten, legte Steuern fest und organisierte das Post- und Landvergabesystem. Der Sitz der Verwaltung wurde von Vivi nach Boma verlegt, das somit zur Hauptstadt des neuen Staates wurde. Unterstützt wurde Janssen bei diesen Tätigkeiten aus eine dreiköpfigen Gremium von Generalverwaltern des Kongo-Freistaats, nämlich Maximilien Strauch für innere Angelegenheiten, Edmond van Eetvelde für äußere Angelegenheiten und Hubert Van Neuss für die Finanzen.
Am 9. Januar 1887 kehrte er nach Belgien zurück. Am 17. April wurde er für eine weitere Amtszeit im Kongo zum Generalgouverneur ernannt und reiste am 8. Mai an Bord des Dampfers Vlaanderen erneut dorthin ab. Bei seinem zweiten Aufenthalt erkundete er im Dezember mit einigen Begleitern Shiloango und den Lukula (Lukuga). Bei dieser Gelegenheit wurde die Station Nzobe am Zusammenfluss des Lukula mit dem Lualaba errichtet. Am 16. Juli 1888 kehrte er nach Europa zurück und diente in Brüssel als vorläufiger Generalverwalter des Departements für innere Angelegenheiten, wo er Maximilien Strauch ablöste, der seinen Rücktritt erklärt hatte.
Für seine dritte Amtszeit als Generalgouverneur reiste Camille im Mai 1889 an Bord des Dampfers Loualaba in den Kongo ab. Im Juli 1889 führte er die Inspektion der Provinz Oberkongo durch, indem er den Kongo flussaufwärts nach Makanza und dann weiter zu den Stanley Falls (Boyoma Falls) bereiste. Vor Ort traf er den sansibarischen Sklavenhändler Tippu-Tip. Im Dezember 1889 erkundete er die Provinz Kasai. Im Mai 1890 kehrte er nach Belgien zurück und musste als Nachfolger des zurückgetretenen Hubert Van Neuss auch dessen Tätigkeit als Verwalter des Finanzministeriums des Kongo-Freistaates übernehmen.

### Rücktritt
Camille trat am 22. Dezember 1892 von seinem Amt als Generalgouverneur zurück. Der Grund hierfür waren die von König Leopold II. erlassenen Verordnungen, die das Ziel hatten, ein staatliches Monopol auf die beiden Hauptprodukte des Kongo zu schaffen: Elfenbein und Kautschuk. Dabei griff er auf gesetzliche Bestimmungen zurück, die festlegten, dass unbebautes Land grundsätzlich dem Staat gehören sollte. Für die indigene Bevölkerung waren der Gewinn dieser Rohstoffe allerdings oftmals die einzige Einnahmequelle und nur auf Brachland – also außerhalb der Dörfer selbst – zu finden, was hierdurch nun verboten wurde. Bereits 1888 waren mehrere bedeutende Mitarbeiter des Königs deswegen von ihren Ämtern zurückgetreten, um ihre Missbilligung gegenüber dieser Politik des Königs auszudrücken, unter anderem auch Hubert Van Neuss und Maximilien Strauch, deren Diensttätigkeiten Camille auch zeitweise zu übernehmen hatte. Konfrontiert mit dieser Situation war Leopold II. schließlich gezwungen, seine Erlasse zu ändern und unterteilte per Dekret vom 30. Oktober 1892 unbebautes Land schließlich in drei Kategorien: Staatsbesitz, Besitz kommerzieller Unternehmen und der dritte Typ, der nach der Definition der beiden anderen übrig blieb.

### Internationales Kolonialinstitut
Im Januar 1894 gründete Janssen das Institut colonial international (deutsch: Internationales Kolonialinstitut) mit dem Ziel, Diskussionen und Überlegungen zur Entwicklung und Verwaltung europäischer Kolonien zu fördern. Zu dieser Organisation, die Janssen in der Folge als Generalsekretär führte, gehörten sein Freund Albert Thys und Persönlichkeiten aus vielen europäischen Kolonialmächten. Janssen sah hierbei in der indigenen Bevölkerung ein entscheidendes Element des sozialen und wirtschaftlichen Wohlstands.
Am 18. April 1926 starb er im Alter von 88 Jahren in Brüssel.

## Ehrungen und Auszeichnungen
- Kommandeur des belgischen Leopoldordens;
- Kommandeur des belgischen Kronenordens;
- Kommandeur des Afrikanischen Sternenordens;
- Ritter des Herzoglich Sachsen-Ernestinischen Hausordens;
- Osmanié-Orden des Osmanisches Reiches